# Listă de scriitori kurzi
Aceasta este o listă de scriitori kurzi.
- Al-Dinawari
- Bediüzzaman Said Nursi
- Celadet Ali Bedirxan
- Cigerxwin
- Ehmedê Xanî
- Ereb Șemo
- Evdile Koçer
- Feqiyê Teyran
- Ferzende Kaya
- Hadschi Qadiri Koyi
- Hejar
- Helîm Yûsiv
- Hussein Habasch
- Ibn al-Athir
- Ibrahim Ahmed
- Jan Dost
- Kajal Ahmad
- Kemal Burkay
- Kovan Sindî
- Mahmud Bayazidi
- Mahmut Baksi
- Mastura Ardalan
- Mehmed Uzun
- Melayê Cezîrî
- Musa Anter
- Nali
- Necîbe Ehmed
- Osman Sebrî
- Piremerd
- Qanate Kurdo
- Scheich Reza Talabani
- Rohat Alakom
- Serefxan Bidlisi
- Sherko Bekas
- Wefayi
- Yașar Kemal
- Yusuf Yesilöz
- Ziya Gökalp